# Semarang

Panorama

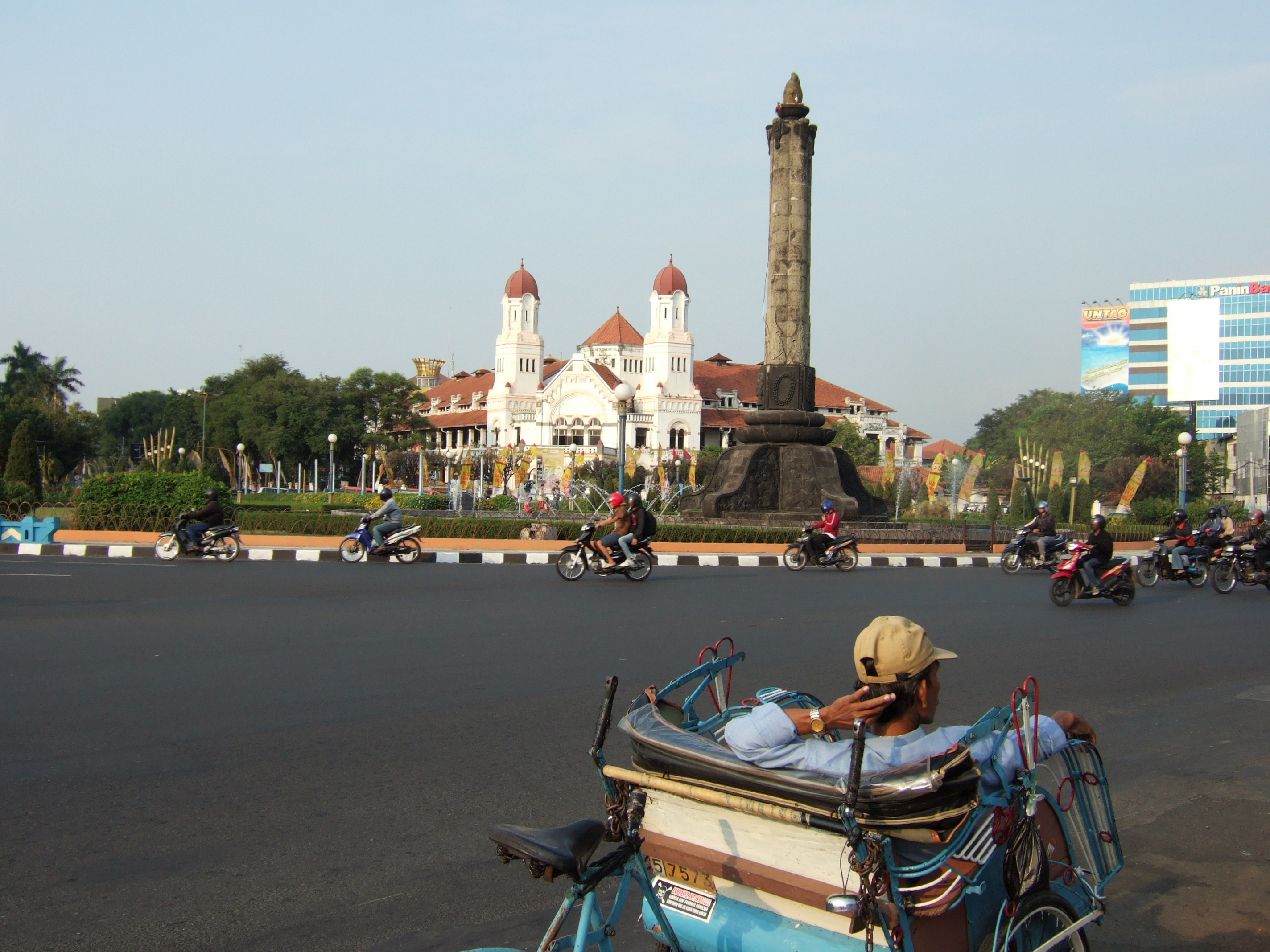
Becak Tugu Muda

Semarang (alte Schreibweise: Samarang) ist eine Hafenstadt in Indonesien an der Nordküste Javas mit nahezu 1,7 Mio. Einwohnern. Als ein eigenständiges Munizipium (Kota) ist sie gleichzeitig die Hauptstadt der Provinz Jawa Tengah an der Mündung des Flusses Semarang gelegen.

## Geographie
Semarang ist hinsichtlich Fläche, Bevölkerung sowie Bevölkerungsdichte die größte der sechs autonomen Städte der Provinz. Sie erstreckt sich zwischen 6°50′ und 7°10′ s. Br. sowie zwischen 109°35′ und 110°50′ ö. L. Im Westen ist der Regierungsbezirk (Kabupaten) Kendal der Nachbar, im Süden der Regierungsbezirk Semarang und im Osten der Regierungsbezirk Demak. Schließlich bildet im Norden die 13,6 km lange Küstenlinie zur Javasee eine natürliche Grenze.

## Verwaltungsgliederung
Die verwaltungstechnisch einer Provinz gleichgestellte Stadt wird administrativ in 16 Kecamatan unterteilt. Eine weitere Unterteilung erfolgt in 177 Kelurahan (Dörfer urbanen Charakters).
| Code 1   | Kecamatan Distrikt  | Ibu Kota Verwaltungssitz | Fläche (km²) | Einwohner Census 2010 2 | Volkszählung 2020 | Volkszählung 2020 | Volkszählung 2020 | Anzahl der Kelurahan 6 |
| Code 1   | Kecamatan Distrikt  | Ibu Kota Verwaltungssitz | Fläche (km²) | Einwohner Census 2010 2 | Einwohner 3       | 0Dichte 40        | Sex Ratio 5       | Anzahl der Kelurahan 6 |
| -------- | ------------------- | ------------------------ | ------------ | ----------------------- | ----------------- | ----------------- | ----------------- | ---------------------- |
| 33.74.01 | Semarang Tengah     | Sekayu                   | 6,14         | 60.312                  | 55.064            | 8.968,1           | 91,9              | 15                     |
| 33.74.02 | Semarang Utara      | Panggung Lor             | 10,97        | 117.836                 | 117.605           | 10.720,6          | 97,5              | 9                      |
| 33.74.03 | Semarang Timur      | Rejosari                 | 7,70         | 74.782                  | 66.302            | 8.610,7           | 94,3              | 10                     |
| 33.74.04 | Gayamsari           | Gayamsari                | 6,18         | 71.767                  | 70.261            | 11.369,1          | 98,8              | 7                      |
| 33.74.05 | Genuk               | Genuksari                | 27,39        | 92.314                  | 123.310           | 4.502,0           | 100,8             | 13                     |
| 33.74.06 | Pedurungan          | Gemah                    | 20,72        | 180.468                 | 193.151           | 9.322,0           | 98,4              | 12                     |
| 33.74.07 | Semarang Selatan000 | Lamper Lor               | 5,93         | 69.617                  | 62.030            | 10.460,4          | 94,7              | 10                     |
| 33.74.08 | Candisari           | Jatingaleh               | 6,54         | 75.879                  | 75.456            | 11.537,6          | 97,4              | 7                      |
| 33.74.09 | Gajahmungkur        | Bendungan                | 9,07         | 59.911                  | 56.232            | 6.199,8           | 96,3              | 8                      |
| 33.74.10 | Tembalang           | Bulusan                  | 44,20        | 159.849                 | 189.680           | 4.291,4           | 99,2              | 12                     |
| 33.74.11 | Banyumanik          | Sumurboto                | 25,69        | 136.368                 | 142.076           | 5.530,4           | 97,3              | 11                     |
| 33.74.12 | Gunungpati          | Plalangan                | 54,11        | 88.444                  | 98.023            | 1.811,6           | 100,1             | 16                     |
| 33.74.13 | Semarang Barat      | Krobokan                 | 21,74        | 154.878                 | 148.879           | 6.848,2           | 96,5              | 16                     |
| 33.74.14 | Mijen               | Wonolopo                 | 57,55        | 55.708                  | 80.906            | 1.405,8           | 100,3             | 14                     |
| 33.74.15 | Ngaliyan            | Ngaliyan                 | 37,99        | 128.415                 | 141.727           | 3.730,6           | 99,3              | 10                     |
| 33.74.16 | Tugu                | Tugurejo                 | 31,78        | 29.436                  | 32.822            | 1.032,8           | 100,6             | 7                      |
| 33.74    | Kota Semarang       | Kota Semarang            | 373,70       | 1.555.984               | 1.653.524         | 4.424,7           | 98,0              | 177                    |

## Demographie
Zur Volkszählung im September 2020 lebten in Kota Semerang 1.653.524 Menschen, davon 835.083 Frauen (50,50 %) und 818.441 Männer. Gegenüber dem letzten Census (2010) stieg der Frauenanteil um 1,37 Prozent. 71,48 % (1.182.010) gehörten 2020 zur erwerbsfähigen Bevölkerung; 22,20 % waren Kinder (bis 14 Jahre) und 6,32 % im Rentenalter (ab 65 Jahren).
Ende 2021 waren von der Gesamtbevölkerung waren 45,69 % ledig; 45,92 % verheiratet; 2,50 % geschieden und 4,89 % verwitwet.

### Religion
Die Stadt ist Sitz eines katholischen Erzbistums, dessen Erzbischof Ignatius Suharyo Hardjoatmodjo von Papst Benedikt XVI. am 2. Januar 2006 zum Militärbischof von Indonesien ernannt wurde. Er wurde darin Nachfolger von Kardinal Julius Riyadi Darmaatmadja, der vom Amt aus Altersgründen zurücktrat.
Ende 2021 bekannten sich 87,62 % Prozent der Einwohner zum Islam, Christen waren mit 11,74 % (116.726 ev.-luth. / 85.832 röm.-kath.) vertreten, 0,62 % waren Buddhisten und  0,08 Hindus.
Die Große Moschee von Zentraljava wurde 2006 eingeweiht.
Die Mennonitische Weltkonferenz führt ihre 17. Versammlung im Juli 2022 in Semarang durch. Für Jugendliche und Junge Erwachsene gab es im Vorfeld ein Global Youth Summit.

### Bevölkerungsentwicklung
| Datum          | Fläche (km²) | Einwohner  | Einwohner  | Einwohner  | Bevölke- rungsdichte (Einw. je km²) | Sex Ratio (Männer pro 100 Frauen) |
| Datum          | Fläche (km²) | 00Männer00 | 00Frauen00 | 00gesamt00 | Bevölke- rungsdichte (Einw. je km²) | Sex Ratio (Männer pro 100 Frauen) |
| -------------- | ------------ | ---------- | ---------- | ---------- | ----------------------------------- | --------------------------------- |
| 0031.12.202000 | 374,00       | 832.069    | 848.989    | 1.681.058  | 4.495,00                            | 98,01                             |
| 30.06.2021     | 373,78       | 827.179    | 843.200    | 1.670.379  | 4.468,88                            | 98,10                             |
| 31.12.2021     | 370,00       | 835.404    | 851.818    | 1.687.222  | 4.560,06                            | 98,07                             |
| 30.06.2022     | 370,00       | 835.849    | 852.284    | 1.688.133  | 4.562.52                            | 98,07                             |

| SP/SUPAS      | 1971       | 1980       | 1990       | 1995       | 2000       | 2005       | 2010       | 2015       | 2020       |
| ------------- | ---------- | ---------- | ---------- | ---------- | ---------- | ---------- | ---------- | ---------- | ---------- |
| Kota Semarang | 646.590    | 1.026.671  | 1.250.971  | 1.346.352  | 1.353.047  | 1438733    | 1.555.984  | 1698777    | 1.653.524  |
| Anteil %      | 2,96 %     | 4,05 %     | 4,39 %     | 4,31 %     | 4,56 %     | 4,44 %     | 4,26 %     | 5,03 %     | 4,50 %     |
| Jawa Tengah   | 21.877.081 | 25.372.889 | 28.521.692 | 31.223.258 | 29.653.266 | 32.382.657 | 36.516.035 | 33.753.023 | 36.742.501 |

- Bevölkerungsentwicklung der Kota Semarang von 1971 bis 2020
- Ergebnisse der Volkszählungen Nr. 3 bis 8 – Sensus Penduduk (SP)
- Ergebnisse von drei intercensalen Bevölkerungsübersichten (1995, 2005, 2015) – Survei Penduduk Antar Sensus (SUPAS)[9]

## Verkehr und Wirtschaft
Die erste Eisenbahn Niederländisch-Indiens verband den Hafen seit 1867 mit Tanggung, sie war Sitz der Verwaltung der Nederlands-Indische Spoorweg und mehrerer Privatbahnen. In Semarang wurde von Oei Tiong Ham das erste multinationale Konglomerat Südostasiens gegründet.
Die Stadt besitzt gut ausgebaute Seehäfen, von denen aus Zucker, Kopra, Tabak, Kaffee und Kautschuk exportiert werden. Des Weiteren gibt es Werften, Maschinenbau- und Elektroindustrie sowie eine bedeutende Fischerei. Zudem werden Schuhe, Textilien und Glas gefertigt.
Die Universität Diponegoro wurde 1960 in Semarang gegründet.
Auf Grund der unkontrollierten Förderung von Grundwasser und der Austrocknung von Tonschichten senkt sich der Boden in der Stadt jährlich um bis zu 15 Zentimeter, was zu großen wirtschaftlichen Schäden führt. In küstennahen Stadtvierteln dringt daher die Flut in die Straßenzüge.
Eine weitere Folge des Raubbaus war die Schließung des Zoos und Wiedereröffnung an einer 15 km von der Stadt entfernten Stelle in Mangkang im Jahre 2007.
Seit 2015 produziert Seidensticker Hemden in einer eigenen Fabrik in Semarang.
Am nordwestlichen Rand der Stadt liegt der Flughafen Semarang.

## Sehenswürdigkeiten
- Altstadt
- Wisata Sam Poo Kong (chinesischer Tempelkomplex auch für  Muslime bedeutsam)
- Lawang Sewu (Verwaltungsgebäude der früheren Nederlandsch-Indische Spoorweg-Maatschappij)

## Sport
Der 1932 gegründete Fußballverein PSIS Semarang spielte von 2001 bis 2009 und seit 2018 in der höchsten indonesischen Liga, der Indonesia Super League.

## Söhne und Töchter der Stadt
- Raden Saleh Syarif Bustaman (1811–1880), javanischer Prinz und Maler
- Nicolina Maria Christina Sloot (1853–1927), niederländische Schriftstellerin, Pseudonym „Melati van Java“
- Gerard Adolf Mangold (1858–1941), niederländischer Landwirtschaftsmaler
- Willem Einthoven (1860–1927), niederländischer Arzt und Forscher; seine Arbeiten führten zur Entwicklung des Elektrokardiogramms (Nobelpreis für Medizin 1924)
- Oei Tiong Ham (1866–1924), Gründer des ersten südostasiatischen multinationalen Konglomerats und reichster Mann Südostasiens
- Carl Lucas Norden (1880–1965), niederländisch-US-amerikanischer Ingenieur und Erfinder
- Johannes Antonius James Barge (1884–1952), niederländischer Anatom
- Johan Ranneft (1886–1982), niederländischer Konteradmiral der Königlichen Marine
- Conrad Helfrich (1886–1962), niederländischer Vizeadmiral der Königlichen Marine
- Jur Haak (1892–1945), niederländischer Fußballspieler
- Hubertus van Mook (1894–1965), niederländischer Kolonialbeamter und Minister
- Gerard Pieter Adolfs (1898–1968), niederländisch-ostindischer Maler und Architekt
- Willem Jacob Luyten (1899–1994), niederländischer Astronom
- Muhammad Subuh Sumohadiwidjojo (1901–1987), islamischer Geistlicher und Gründer der Subud-Bewegung
- Emile Duson (1904–1942), niederländischer Hockeyspieler
- René Sparenberg (1918–2013), niederländischer Hockeyspieler
- Ashari Danudirdjo (1922–2010), Segelsportler, Generalleutnant, Politiker und Diplomat
- Xenia Stad-de Jong (1922–2012), niederländische Leichtathletin (Olympiasiegerin 1948)
- Reina Prinsen Geerligs (1922–1943), niederländische Widerstandskämpferin im Zweiten Weltkrieg
- Klaus Hashagen (1924–1998), deutscher Komponist
- Richter Roegholt (1925–2005), niederländischer Historiker
- Fuad Hassan (1929–2007), Politiker, Bildungsminister (1985–1993)
- Nedly Elstak (1931–1989), niederländischer Jazzmusiker und Komponist
- Nh. Dini (1936–2018), Schriftstellerin
- Max van Egmond (* 1936), niederländischer Sänger (Bassbariton und Bass)
- Ignace van Swieten (1943–2005), niederländischer Fußballschiedsrichter
- Johannes Suryo Prabowo (* 1954), Offizier
- Eddy Kurniawan (* 1962), Badmintonspieler
- Retno Marsudi (* 1962), Diplomatin und Außenministerin Indonesiens
- Vitus Rubianto Solichin (* 1968), römisch-katholischer Ordensgeistlicher, Bischof von Padang
- Yuliani Santosa (* 1971), Badmintonspielerin
- Yuni Kartika (* 1973), Badmintonspielerin
- Johan Prasetyo (* 1982), Fußballspieler und -trainer
- Triyaningsih (* 1987), Langstreckenläuferin

## Einzelnachweise

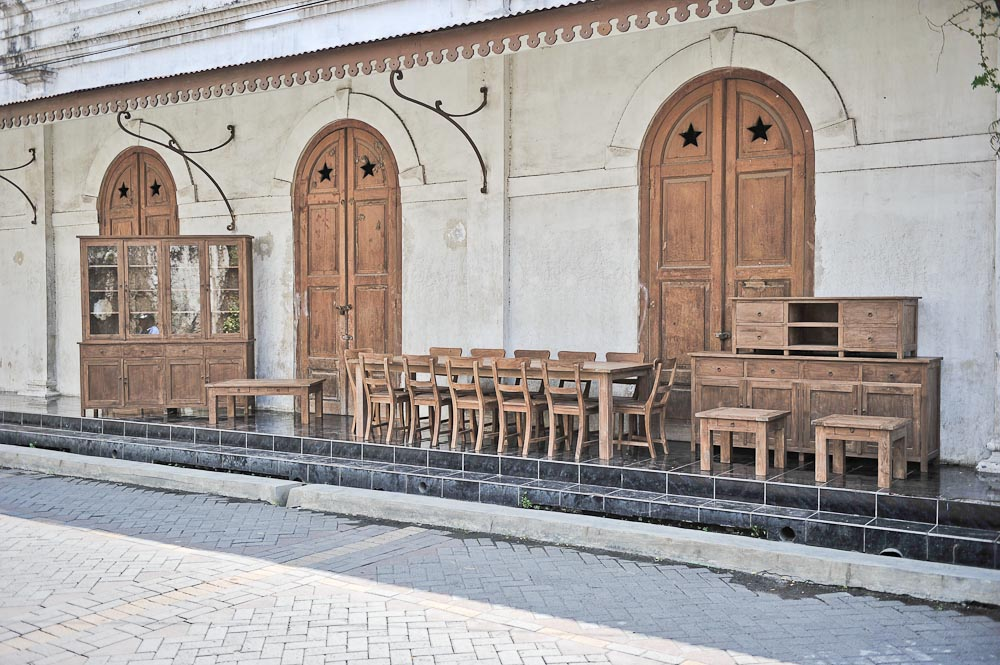
Indonesische Teakmöbel im Zentrum von Semarang